# S 178
SMS S 178 war ein Großes Torpedoboot des Amtsentwurfs 1906 mit Turbinenantrieb der Kaiserlichen Marine. Das Boot gehörte zu einer vier Einheiten umfassenden Bauserie, die von den Schichau-Werken gebaut wurde. S 178 wurde am 4. März 1913 vom Großen Kreuzer Yorck gerammt und sank.

Noch im selben Jahr ließ die Marine das Wrack heben und wieder instand setzen. 1918 erhielt es die Bezeichnung T 178. Das Boot wurde 1922 abgewrackt.

## Geschichte

### Bau und Indienststellung
Die Schichauwerft im westpreußischen Elbing begann 1909 mit dem Bau der aus S 176 bis S 179 bestehenden Bootsserie. Das dritte Boot mit der Baunummer 841, für das die Bezeichnung S 178 vorgesehen war, stand am 14. Juli 1910 zum Stapellauf bereit. Das Boot war bis zum Spätherbst des Jahres fertiggestellt und wurde von der Marine am 9. Dezember in den aktiven Dienst übernommen. Der Bau kostete 1.726.000 Mark.

Die Werft lieferte 1911 die nahezu baugleichen Boote S 165 bis S 168. Sie ersetzten gleichnamige Boote, die 1910 bei Fertigstellung an die Türkei geliefert wurden und dort als Muavenet-i Milliye, Yadigar-i Millet, Numune-i Hamiyet und Gayret-i Vataniye in Dienst kamen.

### Technik
S 178 besaß einen stählernen Rumpf, der in Querspant-Bauweise erstellt und durch Schotte in zwölf wasserdichte Abteilungen gegliedert war. Bei einer Länge über alles von 74,1 m und einer maximalen Breite von 7,9 m verdrängte das einsatzbereite Torpedoboot 781 t, wobei es bis zu 3,1 m tief im Wasser lag. Angetrieben wurde S 178 von zwei Dampfturbinen der Schichau-Werke, die auf zwei dreiflüglige Propeller mit einem Durchmesser von 2,25 m wirkten. Bei einer maximalen Maschinenleistung von 17.840 PS erreichte das Boot eine Höchstgeschwindigkeit von 32,9 kn. Den nötigen Dampf lieferten drei kohle- und ein ölgefeuerter Wasserrohrkessel mit zusammen 1.871 m² Heizfläche und einem Dampfdruck von 17 atü.
Die Hauptbewaffnung von S 178 stellten vier Torpedorohre mit 50 cm Durchmesser dar, die auf dem Oberdeck aufgestellt waren. Zwei von ihnen auf der Mittellinie des Bootes vor und hinter dem Hauptmast, konnten nach beiden Seiten Torpedos auslösen, die beiden vorderen Rohre standen auf gleicher Höhe hinter dem vorderen Schornstein und konnten nur fast nach vorn und nach backbord bzw. steuerbord schießen. Darüber hinaus befanden sich zwei Schnellfeuergeschütze des Kalibers 8,8 cm L/30 an Bord, die bald durch modernere Geschütze vom Typ 8,8 cm L/45 C/14 ersetzt wurden.

### Untergang
In der Nacht des 4. März 1913 kam es 4,5 sm nordöstlich von Helgoland zu einem schweren Unglück. Bei einer Übung versuchten die beteiligten Torpedoboote, die Linie der schweren Einheiten zu durchbrechen. S 178 gelang dies jedoch nicht. Das Boot geriet vor den Bug der Yorck und wurde von dieser gerammt. Während der Kreuzer nur geringe Schäden davontrug und an den Manövern weiter teilnehmen konnte, hatte er dem Torpedoboot den Rumpf im Bereich der Kessel- und Turbinenräume aufgerissen. Aufgrund der schweren Beschädigung sank S 178 binnen weniger Minuten, wobei 69 Mann der Besatzung den Tod fanden. Wegen schwerer See und der herrschenden Dunkelheit konnten nur 15 Besatzungsmitglieder gerettet werden. Am Rettungseinsatz beteiligten sich neben der Yorck auch die Oldenburg und S 177.

### Bergung

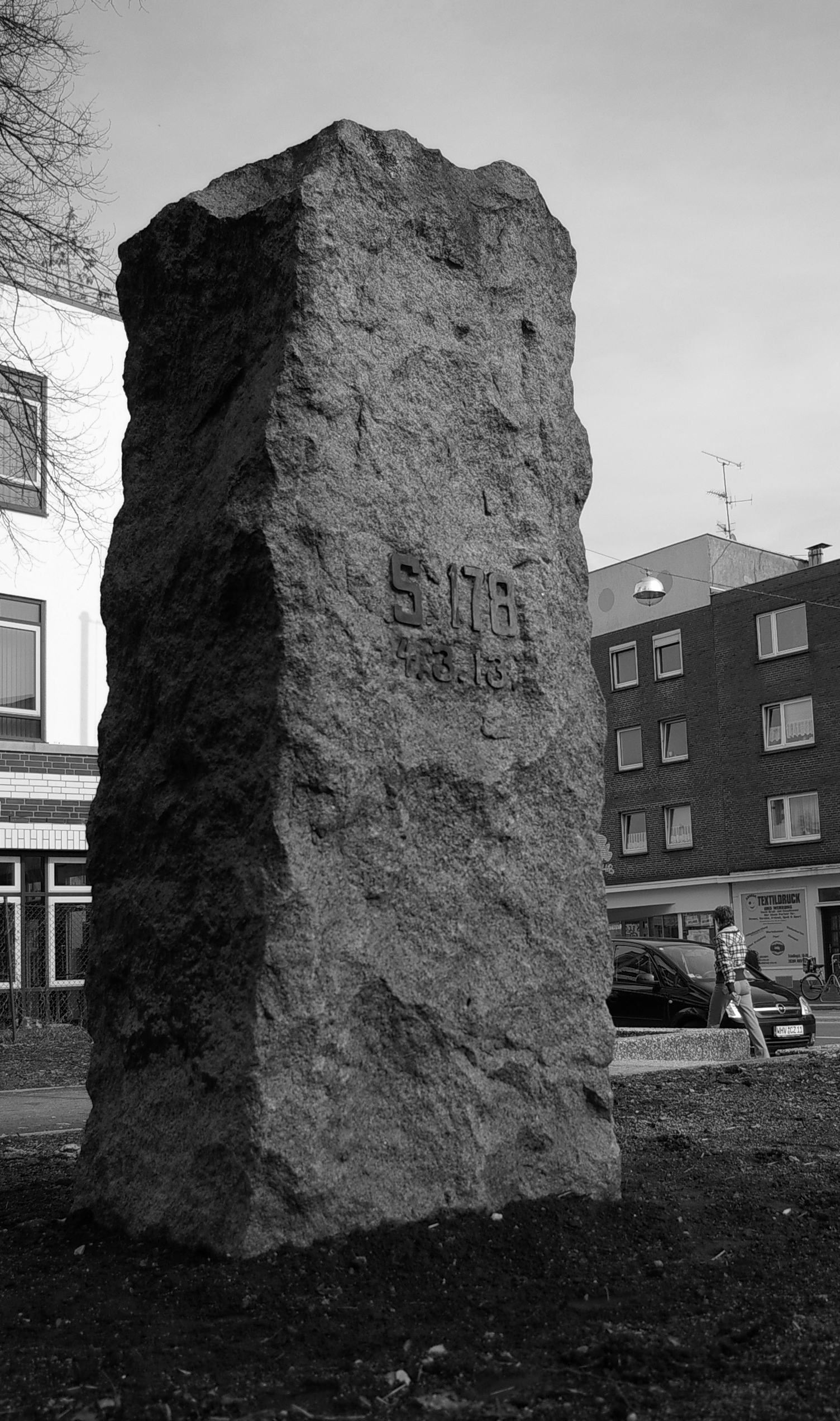
Gedenkstein für S 178 in Wilhelmshaven

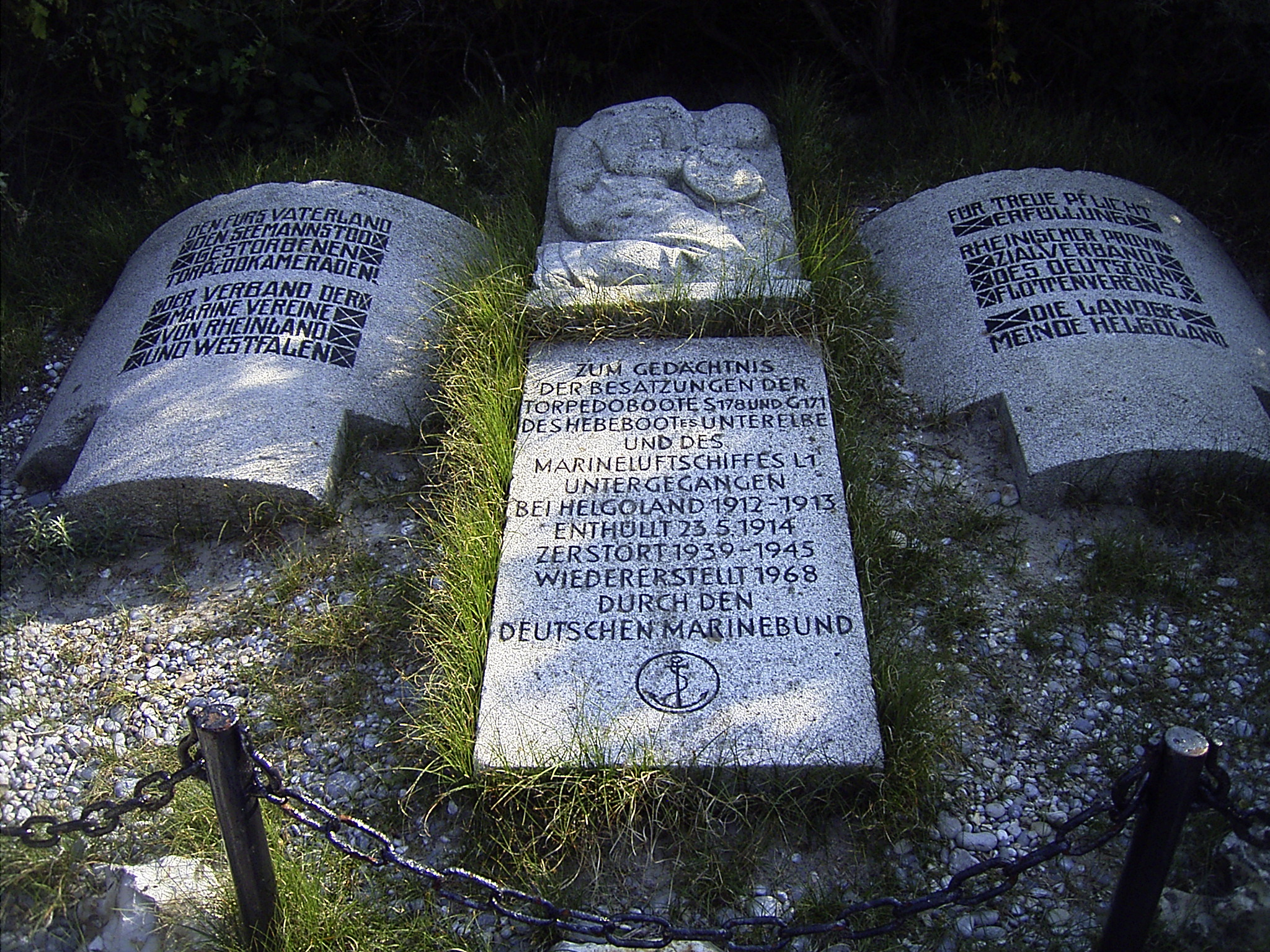
Gedenkstein auf dem Friedhof der Helgoländer Düne

Bereits kurze Zeit nach dem Untergang von S 178 wurden erste Überlegungen zur Hebung des in 17 m Tiefe liegenden Wracks angestellt. Dem dafür herangezogenen Hebeprahm Unterelbe gelang es, den achteren Teil des zerbrochenen Torpedobootes zu heben. Er wurde gemeinsam mit dem Prahm nach Wilhelmshaven geschleppt. Bei den Arbeiten am vorderen Teil von S 178 kam es am 5. Mai 1913 zu einem weiteren Unglück. Während eines schweren Sturms kenterte die Unterelbe, wobei der Kapitän, der Steuermann und fünf Matrosen ertranken. Erst im Juli konnte das Schwesterschiff Oberelbe auch den vorderen Teil von S 178 heben. Dabei wurden auch die Leichen von 18 Besatzungsmitgliedern geborgen, die auf der Helgoländer Düne ihre Ruhestätte fanden.

### Verbleib
Das Wrack von S 178 wurde in die Werft eingeliefert und wiederhergestellt. Am 10. Januar 1915 kam das Boot unter Kommandant Kapitänleutnant Siegfried Massmann wieder in Dienst. Es wurde bei der 16. Torpedoboots-Halbflottille der VIII. Torpedobootsflottille wieder in Dienst gestellt und kam mit dieser in der Ostsee zum Einsatz. Unter anderem nahm es an der Bergung des durch einen Torpedotreffer vom britischen U-Boot E18 schwer beschädigten Boots V 100 am 26. Mai 1916 teil, indem es zusammen mit V 180 das getroffenen Boot unterfing und nach Libau einschleppte. Das Boot erhielt am 22. Februar 1918 wegen der Bestellung der Ms-Serie S 178 bis S 185 die neue Bezeichnung T 178, um Verwechslungen vorzubeugen. Nach dem Ersten Weltkrieg blieb das Torpedoboot zunächst im Besitz der Reichsmarine, musste am 15. September 1920 aber schließlich doch noch der Entente ausgeliefert werden und ging in britischen Besitz über. Die Royal Navy ließ T 178 im Jahr 1922 in Dordrecht endgültig abwracken.